# Radziechowice Drugie
Radziechowice Drugie – wieś królewska w Polsce położona w województwie łódzkim, w powiecie radomszczańskim, w gminie Ładzice.
W latach 1975–1998 miejscowość administracyjnie należała do województwa piotrkowskiego.
W lesie, przy drodze rozpoczynającej się za cmentarzem parafialnym w Radziechowicach Drugich,  znajduje się słupowa, murowana kapliczka, nawiązująca kształtem do Latarni Umarłych. W jej okienku umieszczono obraz przedstawiający świętą Rozalię z Palermo, patronkę chroniącą przed zarazami.
Kapliczka upamiętnia znajdujący się w jej pobliżu cmentarz epidemiczny z XIX wieku.
Na terenie miejscowości znajduje się gimnazjum oraz kościół należący do Parafii rzymskokatolickiej pod wezwaniem św. Rozalii z Palermo.